# ألفارو روبلز (ملاكم)
ألفارو روبلز (بالإسبانية: Álvaro Robles)‏ مواليد 11 يناير 1989 في مكسيكالي، ولاية باها كاليفورنيا، المكسيك، هو ملاكم محترف مكسيكي يصنف ضمن فئة الوزن المتوسط.

## إحصائيات
خاض خلال مسيرته 24 نزالا، فاز في 19 ولم يتعادل وخسر في 5. فاز بالضربة القاضية في 17 نزالا.

## روابط خارجية
- ألفارو روبلز على موقع بوكس ريك (الإنجليزية) (registration required)